# تونايت
«تونايت» (بالإنجليزية: Tonight)‏، هي أغنية لفرقة الهارد روك البريطانية ديف ليبارد من ألبومها من عام 1992، أدرينالايز. سُجلت في البداية في 5 مايو 1988 أثناء استراحة خلال جولة هستيريا العالمية كأغنية وجه ب لإحدى الأغاني المنفردة من ألبوم الفرقة الرابع هستيريا لكنها أُلغيت وأعيد تسجيلها خلال جلسات أدرينالايز.
«تونايت» هي الأغنية المنفردة السادسة الدولية من الألبوم أدرينالايز، وكانت الأغنية المنفردة الخامسة في كل من المملكة المتحدة والولايات المتحدة. في الولايات المتحدة، وصلت الأغنية للمرتبة 13 على لوائح الروك السائد، والمرتبة 62 على لائحة بيلبورد هوت 100، وبلغت ذروتها في المرتبة 34 على لائحة الأغاني المنفردة في المملكة المتحدة.

## الأغنية المصورة
كانت الأغنية المصورة من إخراج واين إيشام. تم تصوير الأغنية في يناير - فبراير 1993 في فلوريدا، الولايات المتحدة، وتم بثها في مارس 1993.
بلغت الأغنية المصورة ذروتها في المرتبة 13 في العد التنازلي لإم تي في أفضل 20 الأمريكي في 1993.

## قائمة الأغاني

### سي دي: بلادجن ريفولا / 864 231-2 (دولياً)
1. «تونايت»
2. «ناو آم هير (مباشر)» (سُجلت في ملعب ومبلي، لندن، إنجلترا في 20 أبريل 1992[3]).
3. «فوتوغراف (مباشر)» (سُجلت في بون، ألمانيا في 29 مايو 1992[3]).
4. «تونايت (تجريبية)»

### سي دي: بلادجن ريفولا - ميركوري / 862 017-2 (الولايات المتحدة)
1. «تونايت»
2. «شي'ز تو تاف»
3. «بور سام شغر أون مي (مباشر)»

### 7": بلادجن ريفولا - ميركوري / LEP 10 (المملكة المتحدة)
1. «تونايت»
2. «ناو آم هير (مباشر)»

### 12": بلادجن ريفولا - ميركوري / LEPX 11 (المملكة المتحدة) / 862 287-1 (دولياً) / قرص الصور
يحتوي قرص الصور للأغنية المنفردة 12" على نفس رسم الغلاف على أدرينالايز، ولكن بحجم صغير. في ظهر القرص توجد صورة لريك ألين. على الكرتون المرفق مع القرص، توجد صورة للفرقة مع قائمة الأغاني. الصور من التقاط روس هالفين.
1. «تونايت»
2. «ناو آم هير (مباشر)»
3. «هستيريا (مباشر)»

### سي دي: بلادجن ريفولا - ميركوري / LEPCD 10 (المملكة المتحدة)
1. «تونايت»
2. «ناو آم هير (مباشر)»
3. «فوتوغراف (مباشر)»

### سي دي: بلادجن ريفولا - ميركوري / LEPCB 10 (المملكة المتحدة)
1. «تونايت»
2. «بور سام شغر أون مي (مباشر)»
3. «تونايت (تجريبية)»